# Simfonia núm. 3 (Pettersson)
La Simfonia núm. 3 va ser escrita per Allan Pettersson entre el 1954 i 1955. Va ser estrenada per l'Orquestra Simfònica de Göteborg sota la direcció de Tor Mann el 21 de novembre de 1956. Aquesta interpretació també es va retransmetre per la ràdio. Té una durada aproximada de 39 minuts.

## Moviments
A part de la Simfonia número 8, és l'única simfonia de Pettersson dividida en moviments:
- I. Introduzione. Andante con moto. Allegro con moto
- II. Largo con espressione. Attacca:
- III. Allegro comodo. Attacca:
- IV. Allegro con moto (Tempo di prima parte)

## Origen i context
El compositor va enviar la partitura als seus antics companys de la Societat de Concerts amb l'esperança que consideressin que la simfonia valia la pena interpretar-la, però va rebre silenci com a resposta. Això li va causar un fort impacte emocional.

## Representacions
Sixten Ehrling va dirigir la simfonia amb la Societat de Concerts el 1959.

## Anàlisi musical
La Tercera Simfonia de Pettersson, tot i tenir quatre moviments, reflecteix el seu estil distintiu. Tot i que va ser considerada la seva millor obra durant molt temps, és poc interpretada. Conté una gran varietat d'idees i presenta contrastos entre moments intensos i meditatives melodies cantables.
Juntament amb les seves altres obres de la dècada de 1950, no només marca un pas cap a les seves grans obres posteriors, sinó que també busca conciliar la tradició simfònica amb la seva innovació personal. Tot i ser un repte per a l'oient, és considerada una obra mestra que reflecteix aquesta tensió entre la tradició i la modernitat.